# Cardamine waldsteinii
Cardamine waldsteinii là một loài thực vật có hoa trong họ Cải. Loài này được Dyer mô tả khoa học đầu tiên năm 1895.